# Двигатель Ford Zephyr
Ford Zephyr — серия четырёх- и шестицилиндровых двигателей внутреннего сгорания, выпускавшихся компанией Ford с 1951 по 1966 год.

## Consul/Zephyr 4
- Объём: 1,5 л (1505 см3)[3][4]
- Диаметр цилиндра: 79,3—82,5 мм
- Ход поршня: 76,2—79,5 мм
- Степень сжатия: 6,8:1
- Мощность: 35—44 кВт (47—59 л. с.) при 4400 об/мин

## Zephyr 6
- Объём: 2,3—2,6 л (2258—2553 см3)[5][6][7]
- Степень сжатия: 6,8:1—7,5:1
- Мощность: 51—53 кВт (68—71 л. с.)